# Chrysoblephus laticeps
Chrysoblephus laticeps är en fiskart som först beskrevs av Valenciennes, 1830.  Chrysoblephus laticeps ingår i släktet Chrysoblephus och familjen havsrudefiskar. Inga underarter finns listade i Catalogue of Life.